# Чапин, Терри
Ф. Стюарт «Терри» Чапин III (F. Stuart Chapin III; род. 2 февраля 1944 г., Портленд, Орегон) — американский эколог, один из видных в США, специалист по экологии растений и экосистемной экологии, занимающийся устойчивостью экосистем и человеческих сообществ. Доктор философии (1973).
Эмерит-профессор Аляскинского университета в Фэрбанксе, член НАН США (2004).

## Биография
Внук социолога F. Stuart Chapin.
Окончил Суортмор-колледж (бакалавр биологии, 1966), куда первоначально поступил на экономику. Степень доктора философии по биологическим наукам получил в 1973 году в Стэнфордском университете (научный руководитель Харольд Муни).
Перед поступлением в Стэнфорд два года в 1966—1968 гг. провёл в качестве приглашённого инструктора по биологии в Корпусе мира в Боготе (Колумбия).
С 1973 года преподаватель и в 1984—1989 годах, а затем вновь с 1996 года профессор, с 2007 года выдающийся (Distinguished) профессор биологии Аляскинского университета в Фэрбанксе (UAF), первый удостоившийся там такого почётного звания. С 2011 года эмерит.
С 2015 года также почётный выдающийся профессор Кардиффского университета (Уэльс).
В 1981—1983 годах ассистент-директор Института арктической биологии UAF.
В 1989—1998 годах профессор интегративной биологии Калифорнийского университета в Беркли.
С 1986 года член Экологического института (Германия).
Член AAAS с 2000 года.
С 2007 года член Beijer Institute of Ecological Economics.
В 2010—2011 годах президент Экологического общества Америки и его фелло с 2012 года.
С 2012 года член редколлегии PNAS по устойчивому развитию.
Член Королевской шведской академии лесного и сельского хозяйства (2000), Американской академии искусств и наук (2002), НАН США (2004, стал первым избранным туда резидентом Аляски).
Автор более пятисот работ и десяти книг, в том числе автор работы «Планета кричит, но никто не слышит» («The Planet Is Shouting but Nobody Listens»).

## Награды и отличия
- Стипендия Гуггенхайма (1979)[6]
- 1996 — Kempe Award for Distinguished Ecologists[англ.] (Швеция)
- 2000 — Usibelli Award, Аляскинский университет
- 2008 — Премия Экологического общества Америки
- 2011 — Награда за выдающиеся достижения в науке экосистем, Национальная лаборатория по изучению возобновляемой энергии, США
- 2012 — Награда за пожизненные достижения, UAF
- Почётный профессор Китайской АН (2015)
- Почётный доктор Суортмор-колледжа (2016)
- Медаль Гумбольдта (2017), высшая награда International Association for Vegetation Science[англ.][4]
- Eminent Ecologist Award[англ.] Экологического общества Америки (2018)[7]
- Volvo Environment Prize (2019)